# Resurrection (serie televisiva)
Resurrection è una serie televisiva statunitense in onda per due stagioni dal 2014 al 2015 sulla rete televisiva ABC.
In Italia la serie è stata trasmessa in prima visione assoluta da Rai 2 dal 12 maggio 2014.
Il 7 maggio 2015 il canale ABC ha ufficialmente cancellato la serie.

## Trama
Jacob Langston, un bambino di otto anni, viene ritrovato in un'area rurale cinese. Inizialmente il bambino fatica a ricordare la sua identità, ma in seguito ritrova la memoria: dichiara di essere americano e di vivere con i suoi genitori nella città di Arcadia. Quando l'agente J. Martin Bellamy lo riporta negli Stati Uniti, Jacob identifica i suoi genitori in Henry e Lucille Langston, un'anziana coppia che dichiara di aver perso il figlio trent'anni prima, morto a causa di un annegamento. La madre crede nel miracolo, mentre il padre è più propenso a pensare ad una sorta di tentativo di truffa. Lo sceriffo Fred, il quale ha perso la moglie nello stesso incidente in cui è morto Jacob, inizia ad indagare, mentre altre persone decedute iniziano a riapparire in città.

### Prima stagione
L'arrivo di Jacob ad Arcadia crea non poco sgomento, la madre è felicissima di riaverlo, e anche il reverendo Tom Hale (miglior amico d'infanzia di Jacob quando era pure lui un bambino), nonostante le iniziali incertezze, incoraggia i suoi concittadini ad accettare il bambino nella comunità. Marty decide di trattenersi ad Arcadia, dove fa amicizia con la cugina di Jacob, la dottoressa Maggie Langston, ma non va altrettanto d'accordo con il padre di quest'ultima, lo sceriffo Fred Langston, che considera il piccolo Jacob come un abominio. Fred scopre alcune cose riguardanti la moglie, infatti la donna prima di morire aveva una relazione con un amante, Sam, un amico di famiglia. Altre persone morte iniziano a ritornare in vita, come Caleb Richards, il padre di Elaine, la miglior amica di Maggie, che morì di infarto vicino allo stesso fiume in cui annegò Jacob. Tra i risorti figura pure Rachael, la defunta fidanzata del reverendo Tom, che si tolse la vita gettandosi con l'auto nel fiume. Maggie e Marty capiscono che il fiume è correlato con le resurrezioni, inoltre i risorti hanno in comune alcune cose: disturbo del sonno e grande consumo di cibo. Prima di morire Caleb era un impenitente delinquente, e tornando alle vecchie abitudini rapina una banca, ma Marty e Fred lo arrestano. In seguito Caleb, nella sua cella, si vaporizza nel nulla. Il matrimonio di Tom inizia ad entrare in crisi, perché Rachael aspetta un bambino da lui, dato che prima di suicidarsi era incinta. Nonostante le iniziali ostilità, Henry impara a riaccettare Jacob nella sua vita perché, pur non comprendendo cosa stia succedendo, capisce di amare incondizionatamente suo figlio. Maggie chiama un suo collega di lavoro, il dottor Eric Ward, nonché suo ex fidanzato, e gli chiede di aiutarla a capire cosa succede, Eric studiando i campioni di sangue di Jacob e Rachael, scopre che le loro cellule potrebbero essere la chiave per la cura del cancro, a cui Eric è interessato dato che soffre di leucemia. Alcuni cittadini di Arcadia, capitanati da Gary Humphrey, in collera per via del fatto che Caleb, durante la rapina in banca, aveva ucciso suo cugino, decidono di rapire Rachael. Marty, Tom e Fred cercano di salvarla, ma Gary la uccide. Fred arresta l'uomo, ma Rachael torna subito in vita e con lei molte delle persone morte nel corso degli anni ad Arcadia, alcune vissute all'inizio del novecento, in totale almeno un centinaio. Anche la moglie di Fred, Barbara, torna in vita, Fred è felice, ansioso di ricostruire il loro matrimonio, ma Barbara ammette di non amarlo più, e dunque torna dal suo amante. Marty chiede al suo capo, Catherine, di chiamare l'esercito per dare sostegno ai risorti, con la scusa che la città ha avuto dei problemi a causa del maltempo e che gli abitanti di Arcadia hanno bisogno di scorte alimentari, ma Fred, ferito e arrabbiato per l'abbandono di Barbara, rivela la verità ai militari che mettono in quarantena i risorti. Alcuni cercano di scappare, e quindi Fred rilascia Gary e gli chiede di dare loro la caccia. Gary e i suoi uomini vengono arrestati dai militari, che fanno intendere a Fred che non ha più potere, e che i risorti resteranno ad Arcadia fino a nuovo ordine.

### Seconda stagione
I militari hanno portato via i risorti da Arcadia, a eccezione di Jacob, Rachael e Barbara, e tutti danno la colpa a Fred, compresi i suoi famigliari. Intanto Marty conosce l'agente federale Angela Forrester, che lo convince a restare nella cittadina passandole tutte le informazioni utili sui risorti, inoltre scopre che pure lui è un risorto. Fred decide di redimersi cercando di essere un uomo migliore, inoltre sua madre, Margaret, ritorna in vita. Un virus inizia a colpire i risorti, facendoli scomparire, come successe a Caleb, il virus si estinse all'inizio del novecento, ma i risorti lo hanno fatto ritornare alla luce, e mutando colpisce solo loro, purtroppo però inizia a infettare pure le persone normali. Anche i genitori di Marty vengono colpiti dal virus scomparendo, Marty scopre che il suo nome è Robert Thompson, lui nacque ad Arcadia e morì affogando nel fiume quando era un neonato, inoltre ha una sorella, una bambina, di nome Jenny, presa in custodia da Angela. Fred e Barbara iniziano a rifrequentarsi, i due capiscono di amarsi ancora, ma Margaret la fa scomparire per sempre, come Caleb, infatti i risorti scompaiono senza ritornare solo quando perdono la voglia di vivere. Maggie scopre una cura per il virus, le cellule del bambino che Rachael porta in grembo, infatti guarisce le persone infette. Un gruppo di cittadini di Arcadia, iniziano a perseguitare i risorti, Marty allora li sfida rivelando a tutti di essere pure lui un risorto, il vicesceriffo Carl cerca di spaventare alcuni risorti che si trovano nella chiesa di Tom, lui cerca di metterli in salvo, ma Carl uccide involontariamente il pastore. I federali riconsegnano Jenny a Marty, nel frattempo Margaret cerca di far scomparire pure Jacob, lei infatti considera i risorti, lei compresa, come una minaccia, tanto che quando era una ragazzina contribuì a uccidere i risorti all'inizio del novecento, dato che era in quel periodo che iniziarono le resurrezioni. Fred e Henry capiscono che Margaret è una donna pericolosa e decidono di portarla dai federali. Un nuovo risorto entra in scena, il predicatore James, che afferma di lavorare per conto di Dio. Henry muore in un incidente stradale, ma James lo riporta in vita dando prova delle sue capacità. Purtroppo viene alla luce la sua natura crudele, lui libera i risorti, tra cui Margaret, che i federali tenevano sotto custodia, e con l'aiuto dei cittadini di Arcadia decide di far scomparire Racheal insieme al suo bambino, che a quanto pare è lui la causa delle resurrezioni, secondo lui questo è l'inizio dell'Apocalisse, e il bambino è l'anticristo, la Bestia. Marty, Fred e Henry cercano di proteggere Rachael ma i cittadini di Arcadia e i risorti li tengono fermi, però all'ultimo momento Margaret li aiuta, dunque Marty raggiunge James, il quale voleva far scomparire Rachael, infine Marty spara a James ferendolo alla spalla salvando Racheal e il bambino.
Da allora è passato un anno, Rachael ha avuto un maschietto, i risorti ora sono a milioni in tutto il mondo, Maggie e Marty ora stanno insieme e quest'ultimo lavora per un dipartimento che si occupa di gestire i risorti, inoltre lui e Jenny vivono ad Arcadia, mentre James è in prigione. Nella scena finale un folto sciame di cavallette batte contro la finestra della stanza dove dorme il bambino di Rachael, lasciando presagire l'inizio delle piaghe che si scateneranno sulla terra, l'inizio della fine del mondo.

## Episodi
| Stagione         | Episodi | Prima TV USA | Prima TV Italia |
| ---------------- | ------- | ------------ | --------------- |
| Prima stagione   | 8       | 2014         | 2014            |
| Seconda stagione | 13      | 2014-2015    | 2015            |

## Personaggi e interpreti

### Personaggi principali
- J. Martin Bellamy, interpretato da Omar Epps, doppiato da Nanni Baldini.
È un ex poliziotto, divenuto in seguito un agente dell'ICE, agenzia che si occupa di immigrazione, è lui che si occupa di riportare Jacob a casa. Nel finale della prima stagione si scoprirà che, ignaro della cosa, è il figlio di una famiglia dei ritornati, e che il suo vero nome è Robert Thompson. Marty infatti è un risorto, originario di Arcadia, lui morì affogando nel fiume quando era un neonato.
- Lucille Langston, interpretata da Frances Fisher, doppiata da Angiola Baggi.
È la madre di Jacob.
- Henry Langston, interpretato da Kurtwood Smith, doppiato da Dario Penne.
È il padre di Jacob.
- Fred Langston, interpretato da Matt Craven, doppiato da Oliviero Dinelli.
È lo sceriffo di Arcadia, fratello minore di Harold e zio di Jacob. Dopo il ritorno di sua moglie Barbara, e il conseguente rifiuto di quest'ultima di riprendere il rapporto interrotto decenni prima, viene fuori la sua vera natura vendicativa e senza scrupoli. Successivamente, dopo aver riconquistato l'amore di Barbara, e dopo aver aiutato Marty a risolvere il problema dei risorti, riesce a redimersi agli occhi degli altri.
- Maggie Langston, interpretata da Devin Kelley, doppiata da Letizia Scifoni.
È la figlia di Fred, una dottoressa che lavora nella città. Lei e Marty si innamoreranno.
- Elaine Richards, interpretata da Samaire Armstrong, doppiata da Domitilla D'Amico.
È la migliore amica di Maggie, il cui padre ritorna dall'oltretomba.
- Caleb Richards, interpretato da Sam Hazeldine, doppiato da Niseem Onorato.
È uno dei risorti ed è l'unico a scomparire letteralmente. L'uomo presenta una spiccata malvagità, ma è molto protettivo nei confronti della sua famiglia, soprattutto con sua figlia Elaine.
- Tom Hale, interpretata da Mark Hildreth, doppiato da Stefano Crescentini.
È il pastore della città e migliore amico di Jacob, prima della morte di quest'ultimo. Si scopre che prima di sposarsi era fidanzato con una dei risorti, che si è suicidata dopo una pausa di riflessione anni prima. Muore nella seconda stagione, ma non prima di aver parlato con Rachael per l'ultima volta, confessandole il suo profondo amore.
- Jacob Langston, interpretato da Landon Gimenez, doppiato da Gabriele Caprio.
È il bambino di otto anni che riappare misteriosamente dopo essere stato dichiarato morto trent'anni prima.

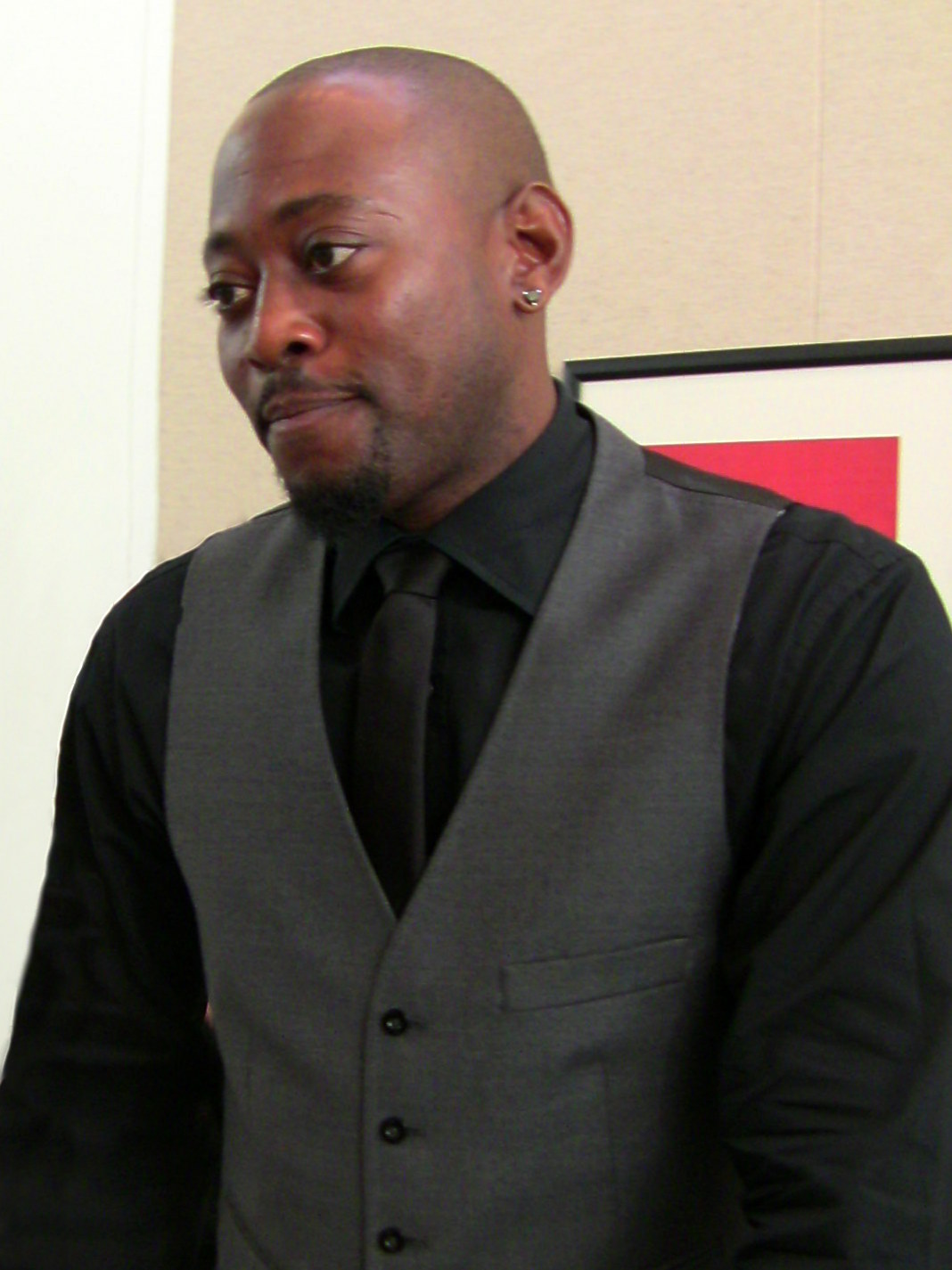
Omar Epps interpreta J. Martin Bellamy
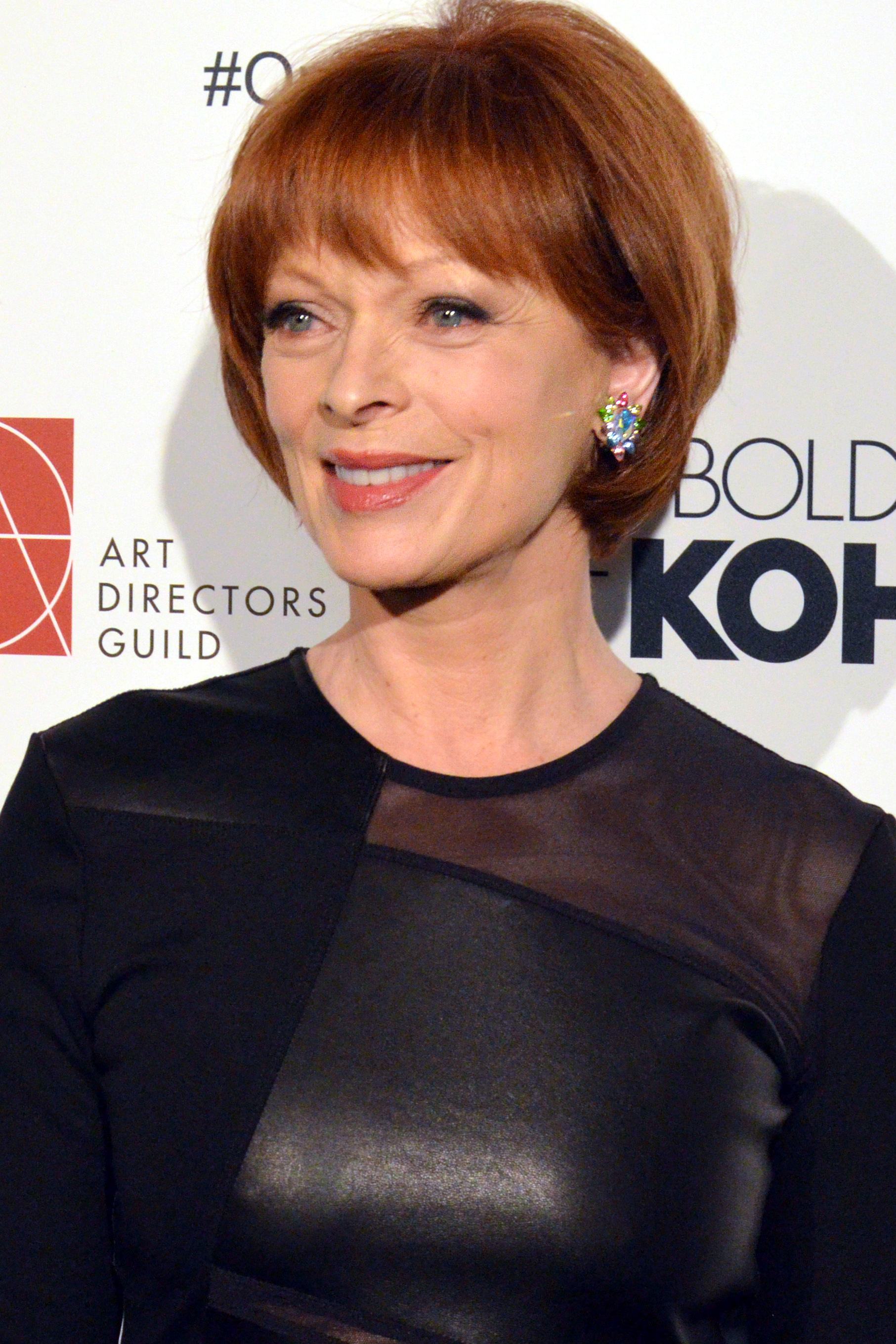
Frances Fisher interpreta Lucille Langston
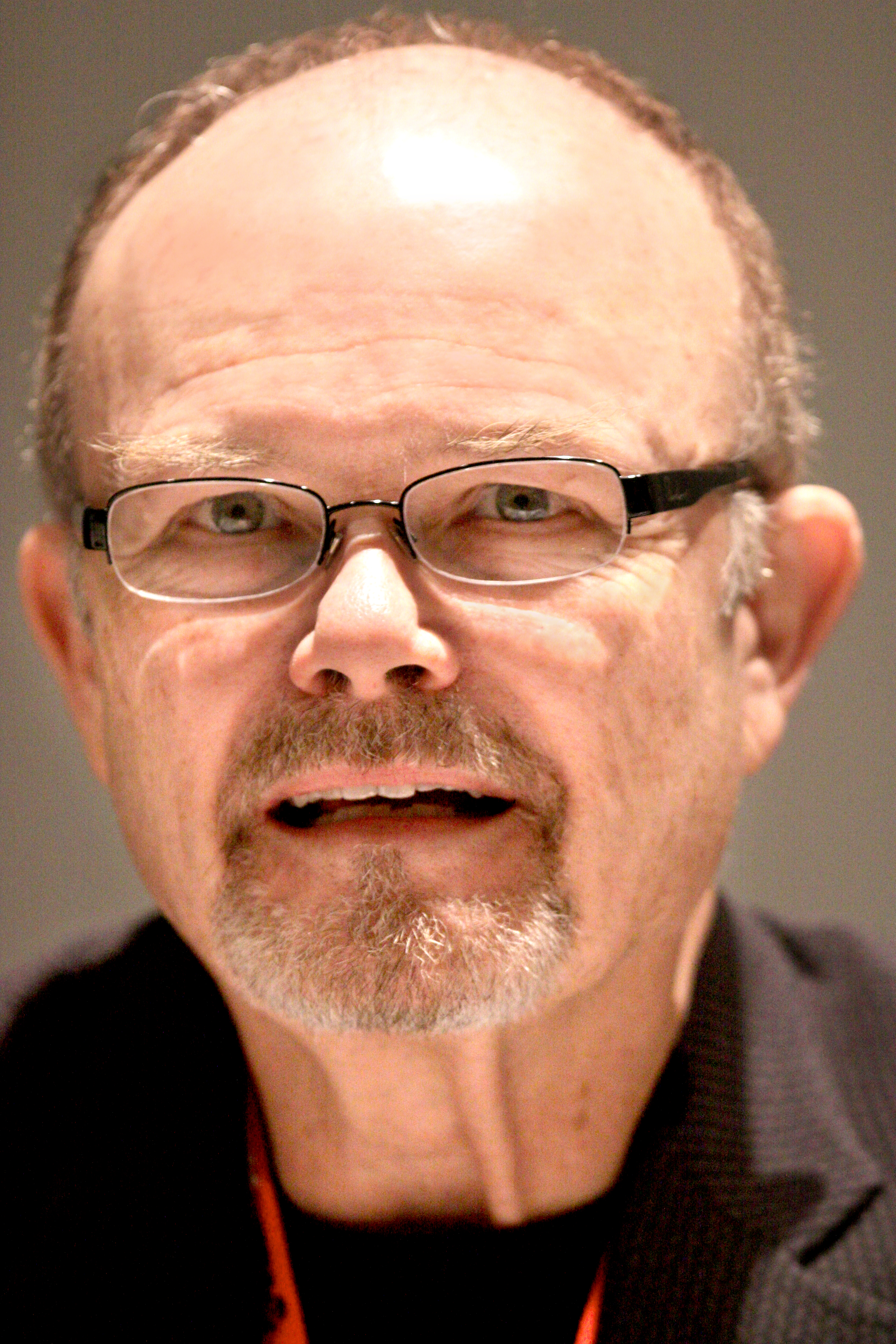
Kurtwood Smith interpreta Henry Langston
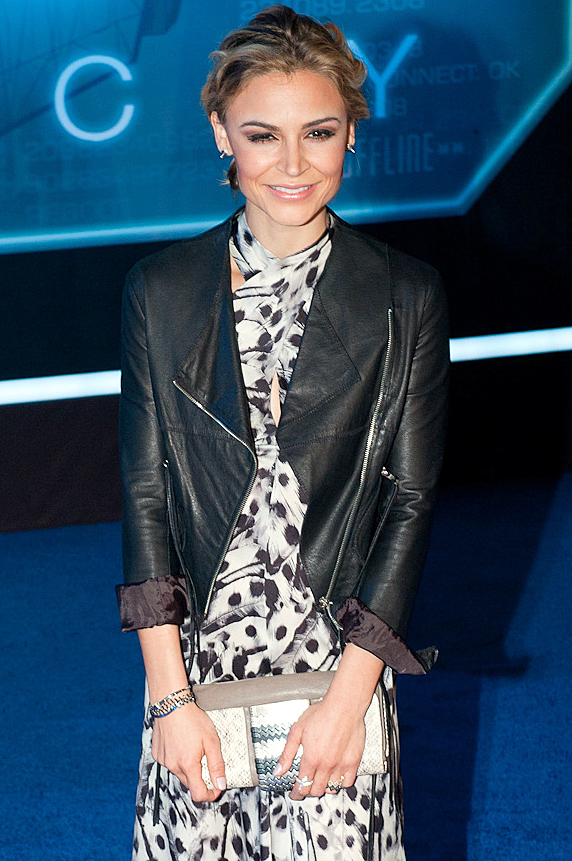
Samaire Armstrong interpreta Elaine Richards
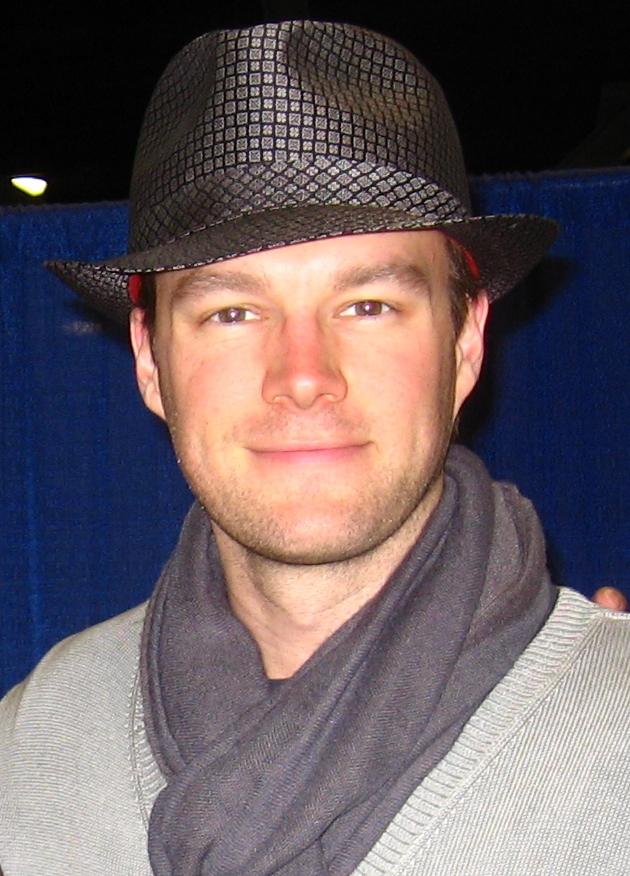
Mark Hildreth interpreta Tom Hale

### Personaggi ricorrenti
- Rachael Braidwood, interpretata da Kathleen Munroe, doppiata da Valentina Mari.
È l'ex fidanzata del reverendo Tom, si tolse la vita a causa dei suoi problemi di depressione. Rachael è tra le prime persone a tornare in vita, inoltre aspetta un bambino da Tom, dato che era incinta quando morì.
- Ray Richards, interpretato da Travis Young, doppiato da Francesco Venditti.
È il fratello minore di Elaine, diversamente dalla sorella lui non si è dimostrato minimamente contento della resurrezione del padre, in quanto non si fida di lui.
- Janine Hale, interpretata da Lori Beth Sikes, doppiata da Nunzia Di Somma.
È la moglie del reverendo Tom, il loro matrimonio entra in crisi quando Rachael torna in vita, inoltre il fatto che quest'ultima è rimasta incinta peggiora ulteriormente le cose tra Janine e Tom. Decide di sostenere la gravidanza di Rachael, ma nel suo delirio Janine si autoconvince che il bambino sia suo, e dopo la morte di Tom rapisce Rachael e la tiene prigioniera, ma la ragazza si libera e tramortisce Janine.
- Gary Humphrey, interpretato da Kevin Sizemore, doppiato da Stefano Benassi.
È un uomo pericoloso, se già l'arrivo dei risorti lo metteva a disagio, le ostilità nei loro confronti esplodono quando Caleb uccide suo cugino.
- Eric Ward, interpretato da James Tupper, doppiato da Alessio Cigliano.
È un ricercatore, nonché ex fidanzato di Maggie. Arriva ad Arcadia, su richiesta di Maggie, per studiare i risorti; è affetto da leucemia.
- Catherine Willis, interpretata da Tamlyn Tomita, doppiata da Giuppy Izzo.
È il capo di Marty.
- Helen Edgerton, interpretata da Veronica Cartwright, doppiata da Cristina Piras.
È una parrocchiana della chiesa del reverendo Tom, è una conservatrice, figlia di un pastore.
- Barbara Langstone, interpretata da April Billingsley, doppiata da Ilaria Latini.
È la madre di Maggie, e moglie di Fred, prima di morire, tradiva il marito. Ha una pessima opinione di Fred, tanto da definirlo una persona crudele. Risorge insieme alle altre persone morte ad Arcadia. Successivamente finirà con l'innamorarsi di lui per la seconda volta, vedendo che è cambiato. Scompare nel nulla a causa della sua suocera, Margaret
- Wallace Thompson, interpretato da Shawn Shepard, doppiato da Manfredi Aliquò.
È uno dei risorti, era un operaio che lavorava per la fabbrica del padre di Henry, è risorto insieme alla moglie e alla figlia Jenny, dopo che morirono affogando nel fiume della città di Arcadia.
- Camille Thompson, interpretata da Jwaundace Candece.
È la moglie di Wallace, lei e il marito sono i genitori di Marty. Lei e il marito scompaiono a causa del virus che colpisce i risorti.
- Margaret Langston, interpretata da Michelle Fairley, doppiata da Rossella Izzo.
È la madre di Henry e Fred, risorta nella seconda stagione. È una donna ambigua e manipolatrice, sposò suo marito all'età di diciassette anni, contro la sua volontà. Ha la capacità di far scomparire i risorti, senza farli ritornare indietro
- Angela Forrester, interpretata da Donna Murphy, doppiata da Roberta Pellini.
È un agente federale, dopo aver scoperto che anche Marty è uno dei risorti, decide di farlo lavorare per lei, aggiornandola sugli svolgimenti ad Arcadia riguardo alle persone risorte.
- Vicesceriffo Carl Enders, interpretato da Christopher Berry, doppiato da Gabriele Trentalance.
È il vicesceriffo di Arcadia, suo fratello è un risorto, ma lui lo odia per via del suo carattere prepotente e dispotico, tanto che lo lascia scomparire quando viene colpito dal virus. Si unisce a un movimento per combattere i risorti di Arcadia, ma finisce involontariamente con l'uccidere il reverendo Tom, motivo per cui Fred lo arresta.
- Jenny Thompson, interpretata da Nadej Bailey.
È una dei risorti, è la sorella di Marty. Nonostante abbia la stessa età di Jacob, di fatto è la sorella maggiore di Marty, anche se lui è invecchiato più di lei dato che è risorto prima.
- William Kirk, interpretato da T.J. Linnard, doppiato da David Chevalier.
È uno dei primi risorti, risalente all'inizio del novecento, venne però ucciso dai Langstone. Prova molto odio per loro, tanto che quando torna in vita decide di truffare Hanry portandogli via dei soldi, ma, grazie a Fred, il suo piano fallisce.
- Brian Addison, interpretato da Kyle Secor, doppiato da Vittorio Guerrieri.
È il nipote di William.
- Predicatore James Goodman, interpretato da Jim Parrack, doppiato da Riccardo Scarafoni.
È uno dei risorti, morì nel tentavivo di salvare Marty quando era un neonato dall'annegamento. In principio era un truffatore, ma dopo la resurrezione afferma di lavorare per Dio. Ha la capacità di far ritornare in vita le persone, come ha fatto con Hanry

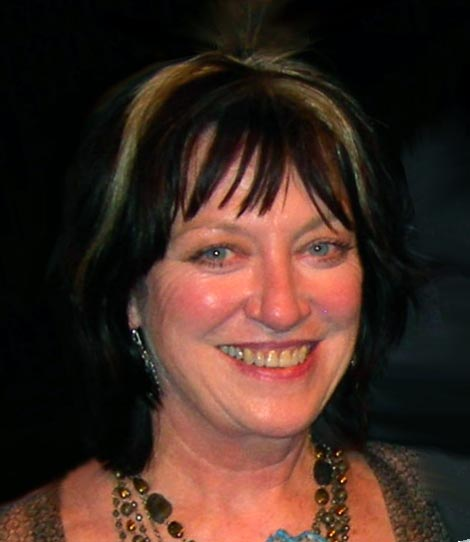
Veronica Cartwright interpreta Helen Edgerton
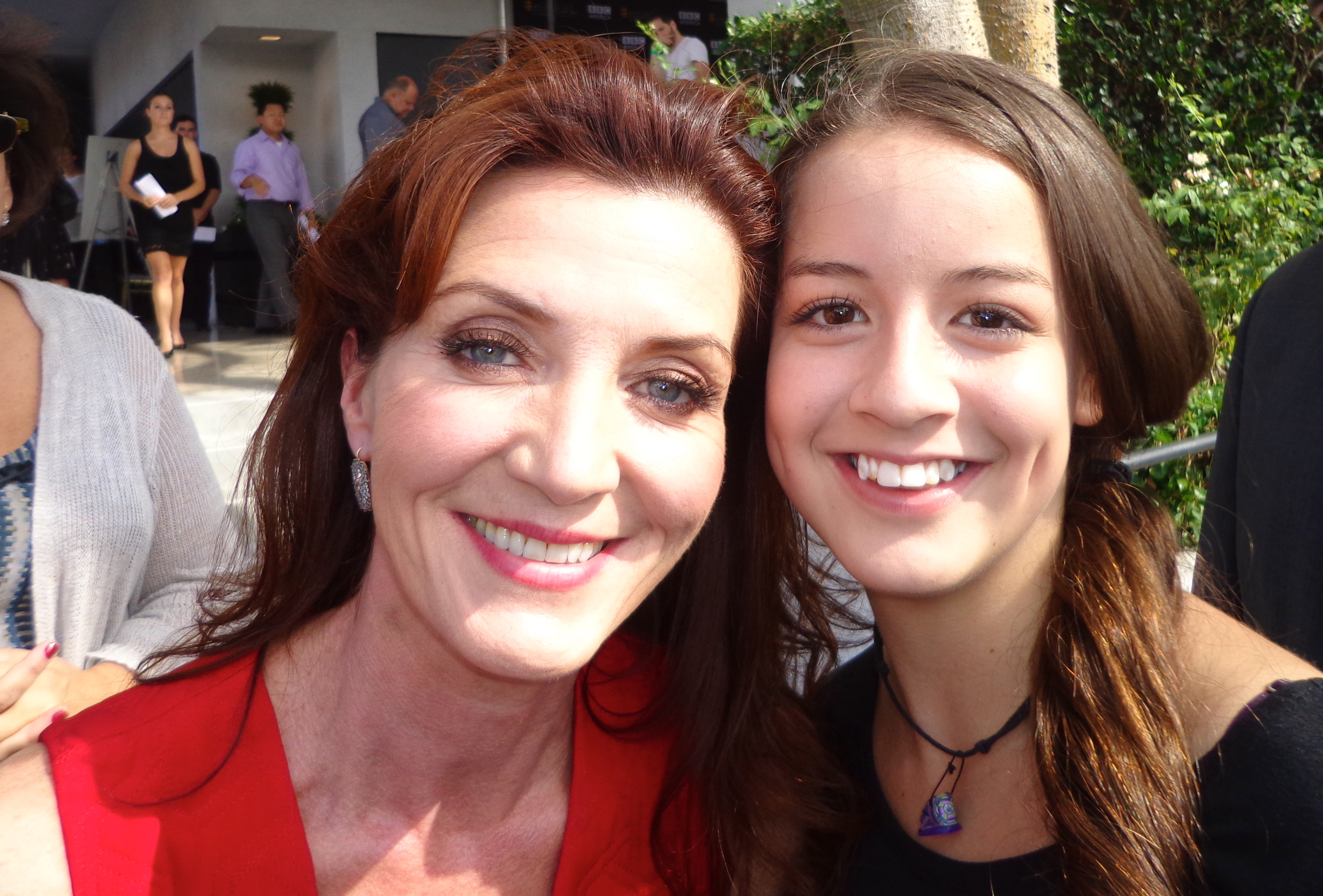
Michelle Fairley interpreta Margaret Langstone
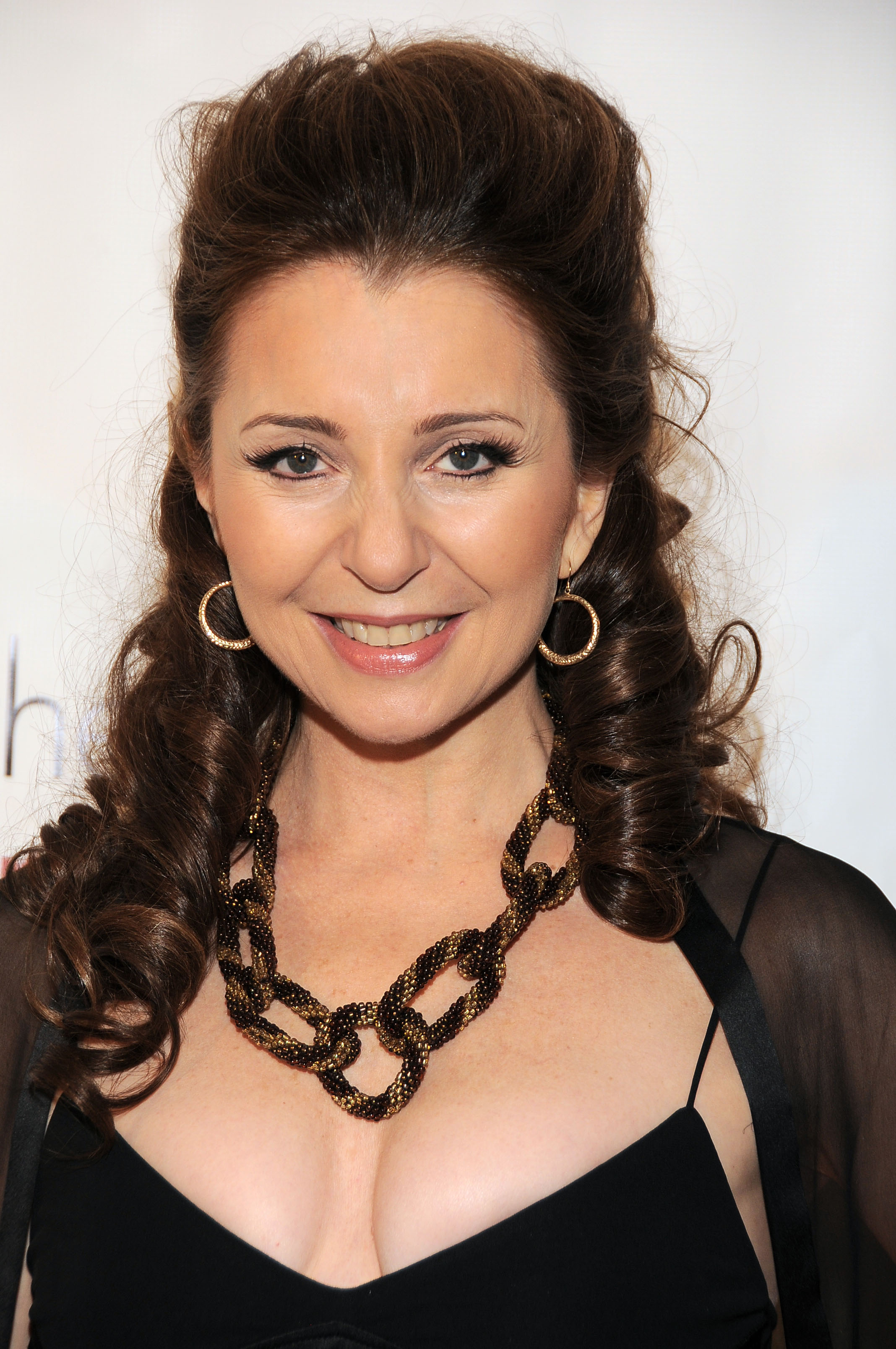
Donna Murphy interpreta Angela Forrester
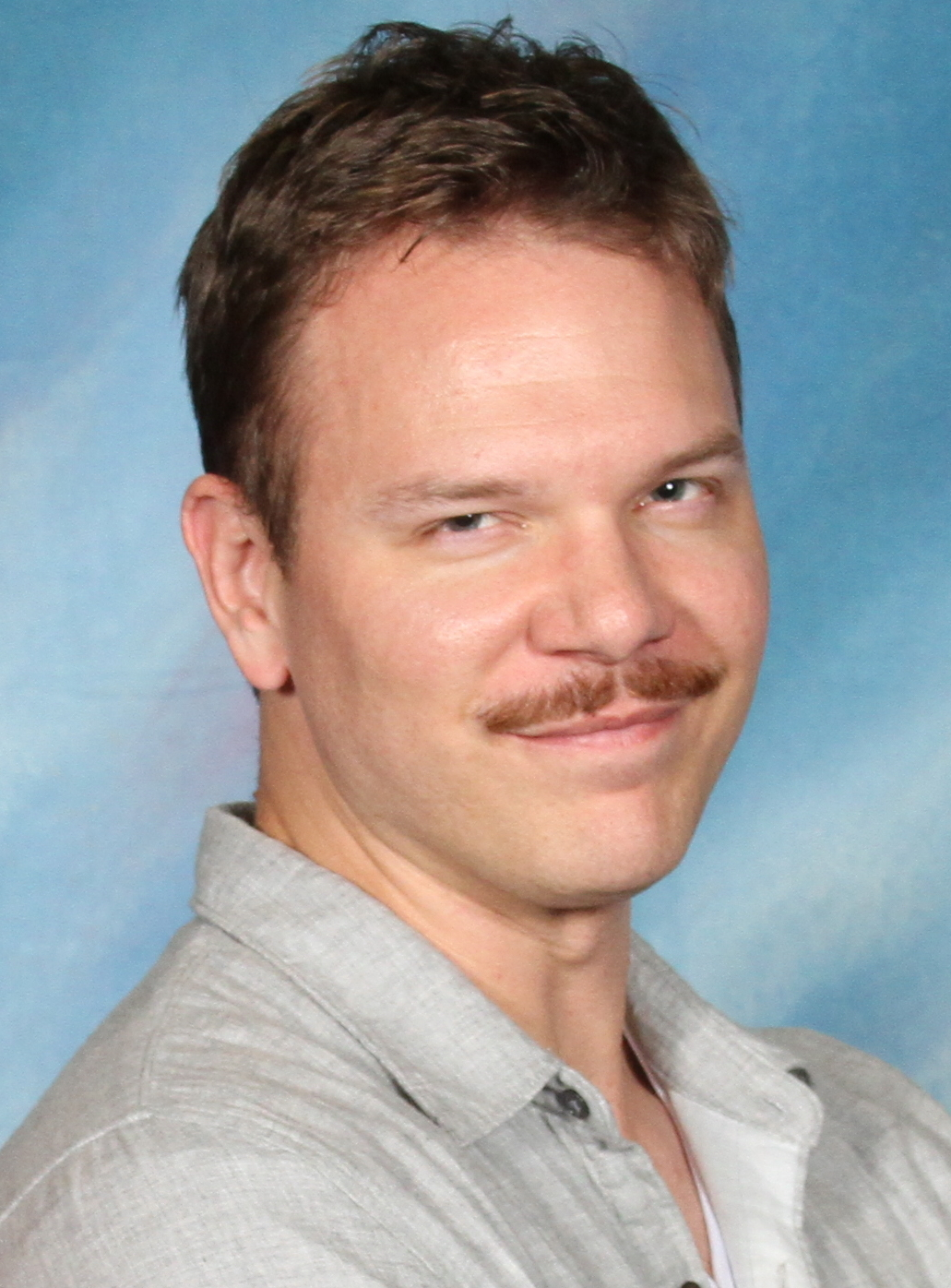
Jim Parrack interpreta James Goodman

## Produzione

### Concepimento
Nel mese di dicembre 2012 la ABC annunciò l'avvio dello sviluppo di una nuova serie televisiva basata sul romanzo di Jason Mott The Returned, la cui prima pubblicazione era stata fissata per il mese di settembre 2013. Il 22 gennaio 2013 venne confermata la produzione di un episodio pilota, presentato come un nuovo dramma avente protagonista una città sconvolta dalla riapparizione di persone decedute negli anni passati. Il 4 febbraio la regia del pilot, scritto da Aaron Zelman, venne affidata a Charles McDougall; mentre il seguente 14 maggio Tara Butters e Michele Fazekas, già autori di Reaper - In missione per il Diavolo, si unirono al progetto nelle vesti di show runner.
La serie è ambientata ad Arcadia, una città del Missouri; inizialmente era stata invece ambientata ad Aurora, anch'essa del Missouri, ma si decise di cambiarla poiché omonima della città del Colorado in cui nell'estate precedente si era consumata una strage.

### Casting
Il 20 febbraio 2013 Matt Craven fu il primo attore ad entrare nel cast, per interpretare il ruolo dello sceriffo Fred. Il 25 febbraio Devin Kelley fu ingaggiata per il ruolo di Maggie; il 1º marzo Frances Fisher fu ingaggiata per il ruolo di Lucille, la madre di Jacob, il primo riapparso dall'oltretomba; mentre il 4 marzo si unirono al cast anche Samaire Armstrong e Sam Hazeldine, rispettivamente per le parti di Elaine Richards e Caleb, uno dei risorti. Nei giorni seguenti il cast si completò con l'ingaggio di Nicholas Gonzalez, interprete dell'agente Connor; Omar Epps, per il ruolo dell'agente Bellamy; Kurtwood Smith, interprete di Henry Langston, il padre di Jacob; Mark Hildreth, interprete di padre Tom Hale; e Landon Gimenez, per la parte di Jacob.

### Riprese
La serie è girata ad Atlanta e dintorni.

### Programmazione
Il 10 maggio 2013 la ABC ordinò la produzione di una prima stagione completa, il cui debutto venne programmato per il 9 marzo 2014.
L'8 maggio 2014 la serie è stata rinnovata per una seconda stagione.